# Oranienburger Straße
Die Oranienburger Straße im Berliner Ortsteil Mitte verbindet den Hackeschen Markt mit dem nördlichen Ende der Friedrichstraße und liegt im oft fälschlich als „Scheunenviertel“ bezeichneten westlichen Teil der historischen Spandauer Vorstadt. Sie ist nach der brandenburgischen Stadt Oranienburg benannt und nicht zu verwechseln mit der Oranienstraße im Ortsteil Kreuzberg sowie den beiden Oranienburger Straßen in den Berliner Ortsteilen Wittenau und Lichtenrade.
Die häufig von Touristen besuchte Flaniermeile bietet zahlreiche Sehenswürdigkeiten sowie Bars, Restaurants und Cafés, ist aber auch als Rotlichtviertel mit nächtlichem Straßenstrich bekannt.

## Lage

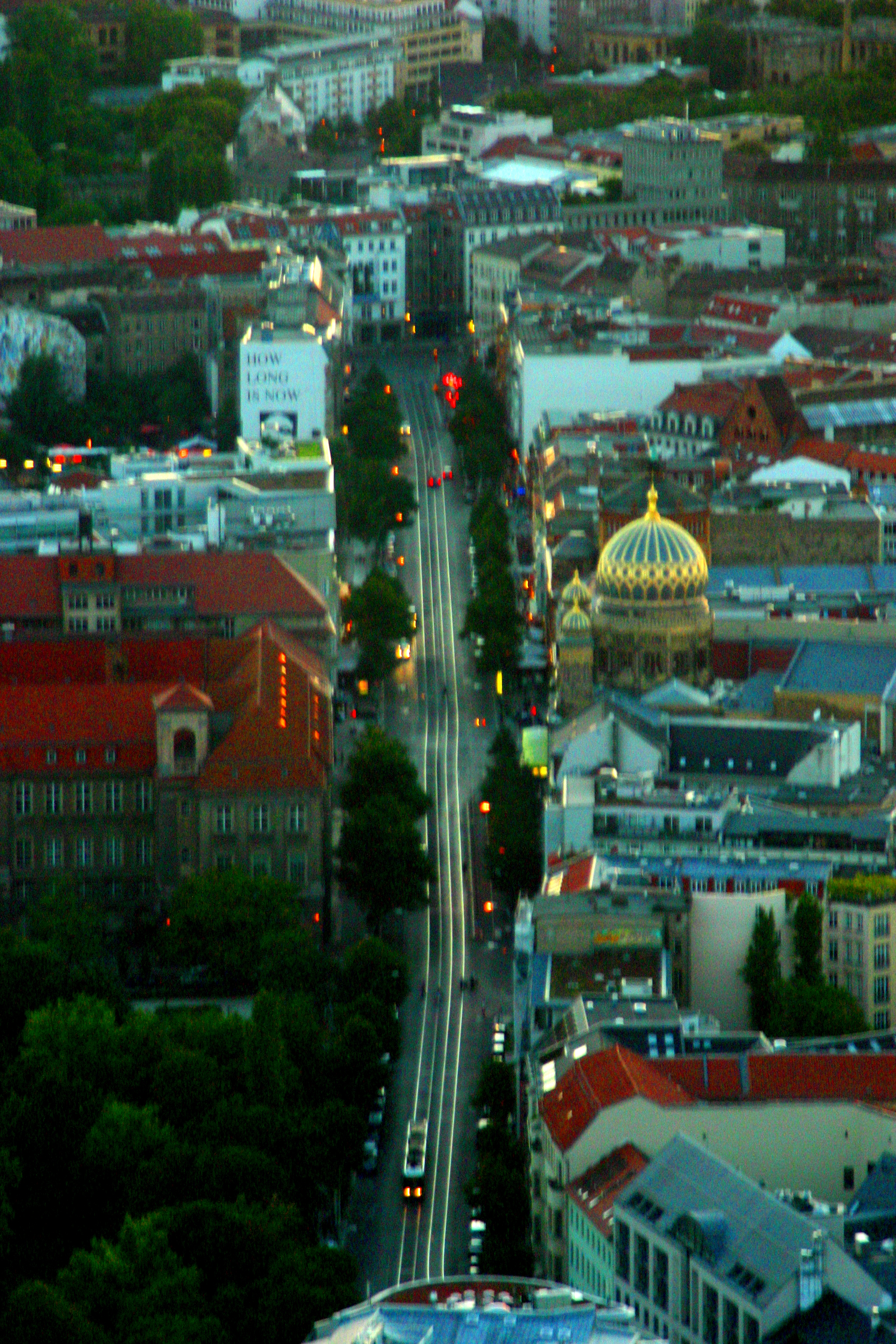
Blick vom Berliner Fernsehturm auf die Oranienburger Straße, 2008

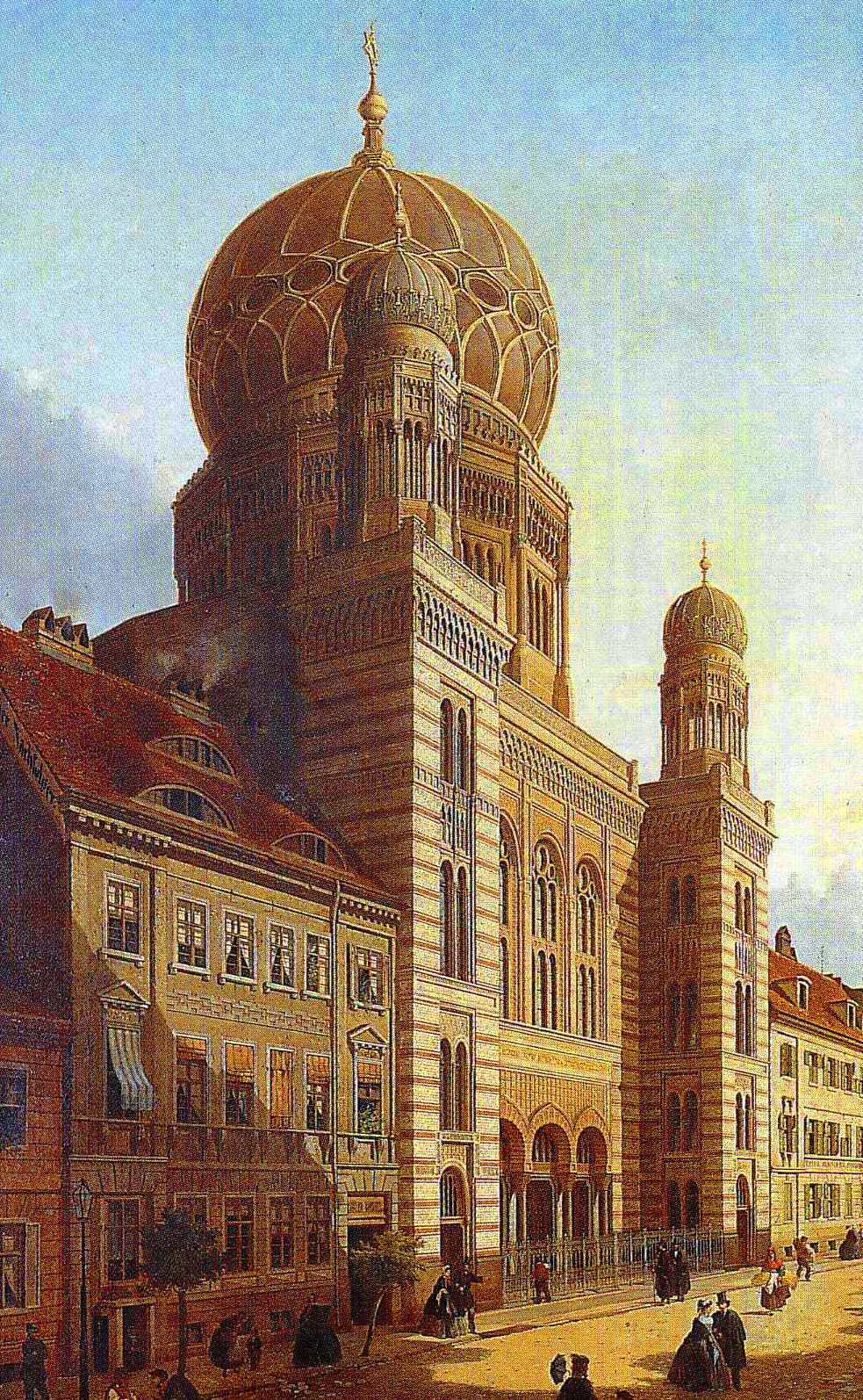
Darstellung der Neuen Synagoge um 1865
Ölgemälde von Emile Pierre Joseph De Cauwer

Vom Hackeschen Markt verläuft die Oranienburger Straße geradlinig in nordwestlicher Richtung und mündet in die Friedrichstraße knapp 50 Meter südlich des früheren Oranienburger Tors, der Kreuzung von Chausseestraße/Friedrichstraße mit der Hannoverschen Straße/Torstraße.
Der Verlauf aus Oranienburger Straße/Friedrichstraße/Chausseestraße bildet eine der radialen Ausfallstraßen der historischen Mitte Berlins.
Dazu gehören – mit Beginn aus dem Zentrum heraus von Nordwest bis Südost – im Uhrzeigersinn:
- Hackescher Markt – Oranienburger Straße – Friedrichstraße/Oranienburger Tor – Chausseestraße – Müllerstraße
- Hackescher Markt – Rosenthaler Straße – Rosenthaler Platz – Brunnenstraße – Badstraße
- Alexanderplatz – Rosa-Luxemburg-Straße – Rosa-Luxemburg-Platz – Schönhauser Allee – Berliner Straße
- Alexanderplatz/Alexanderstraße – Karl-Liebknecht-Straße – Prenzlauer Tor – Prenzlauer Allee – Prenzlauer Promenade
- Molkenmarkt – Grunerstraße/Alexanderstraße – Otto-Braun-Straße – Greifswalder Straße – Berliner Allee
- Prenzlauer Tor – Mollstraße – Platz der Vereinten Nationen – Landsberger Allee
- Alexanderplatz – Karl-Marx-Allee – Strausberger Platz – Karl-Marx-Allee/Frankfurter Tor – Frankfurter Allee
- Spandauer Straße/Molkenmarkt – Stralauer Straße – Holzmarktstraße – Stralauer Platz – Mühlenstraße – Stralauer Allee

sowie Richtung Westen über die Spree:
- Molkenmarkt – Mühlendamm/-brücke – Gertraudenstraße/Gertraudenbrücke – Spittelmarkt – Leipziger Straße
- Alexanderplatz – Karl-Liebknecht-Straße – Liebknechtbrücke – Schloßplatz – Schloßbrücke – Unter den Linden

## Geschichte

### Anfänge
Die Straße existiert etwa seit dem 13. Jahrhundert, zunächst unter dem Namen Spandauer Heerweg. Sie war damals die Verbindung vom Spandauer Tor der Berliner Stadtmauer nach Spandau. Noch im 17. Jahrhundert befanden sich hier Ackerflächen, eine kurfürstliche Meierei sowie mehrere Ziegel- und Kalkscheunen (Lager für Branntkalk). Infolge von Grundstücksschenkungen der Kurfürstin Sophie Charlotte hatte sich hier bereits Ende des 18. Jahrhunderts eine lockere Bebauung gebildet. Von 1703 bis 1706 wurde am Spandauer Heerweg das Schloss Monbijou errichtet.

### Entwicklung zur innerstädtischen Wohn- und Geschäftsstraße
Vor dem etwas nach Norden verlegten Spandauer Tor entstand nach dem Abriss der Berliner Festungsanlage der Hackesche Markt. Mit dem Bau der Akzisemauer bürgerte sich der Name Oranienburger Straße ein. Die offizielle Benennung erfolgte allerdings erst am 26. Juni 1824. Nun setzte auch die Entwicklung zu einer innerstädtischen Straße ein. Das Großbürgertum, zahlreiche Firmensitze, Einrichtungen des öffentlichen Lebens, Kaufhäuser und nicht zuletzt Berliner Juden prägten diese geschäftige Straße.

### Zeit des Nationalsozialismus

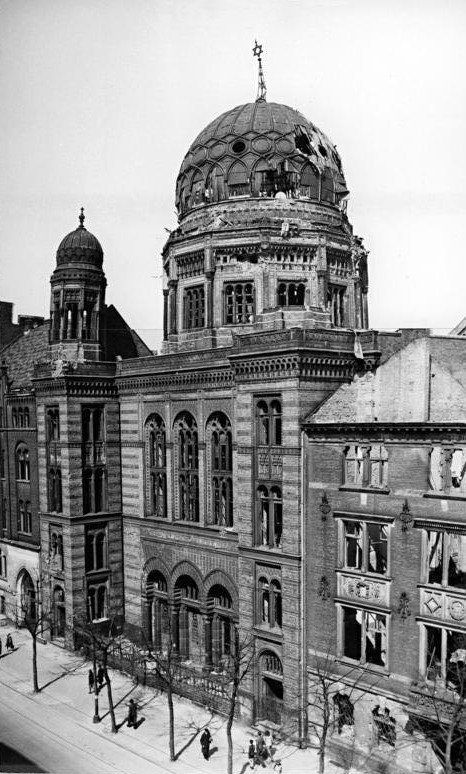
Ruine der Synagoge, 1948

Am 24. Januar 1933, eine Woche vor der Ernennung Adolf Hitlers zum Reichskanzler, wurde im Hause Oranienburger Straße 31 ein jüdisches Museum eingerichtet. Das Gebäude kam schon bald in den Besitz des preußischen Staates, der es dem Studentenwerk übergab. In ihm wurde ein Heim für junge Akademiker eingerichtet.
Am 10. Mai 1933 sammelten sich vor diesem Haus Studenten in SA-Uniform, SA-Leute und Anhänger der NSDAP, um von hier aus mit bereitgestellten Lastwagen zur Bücherverbrennung am Opernplatz zu ziehen. Am 9. November 1938 brannte auch die Neue Synagoge in der Oranienburger Straße, jedoch konnte der Brand aufgrund des Einschreitens des Polizeireviervorstehers Wilhelm Krützfeld gelöscht werden. Durch die Luftangriffe der Alliierten in den Jahren 1943/1944 wurden die Synagoge, das Schloss Monbijou, das Postfuhramt sowie das Logengebäude der Freimaurer in der Oranienburger Straße 71/72 und zahlreiche andere Gebäude schwer beschädigt.

### Von der Nachkriegszeit bis in die 2010er Jahre
Zu DDR-Zeiten wurden viele Gebäude nur notdürftig instand gesetzt oder abgerissen. Die Reste von Schloss Monbijou wurden 1960 gesprengt und abgetragen, ebenso 1972 das nur relativ wenig beschädigte Domkandidatenstift von August Stüler an der Ecke Krausnickstraße, dessen Gelände in die Grünanlage einbezogen wurde. Die Straße war Sitz dreier bedeutender DDR-Verlagshäuser, darunter des Henschel-Verlages. Legendäre Gaststätten der kleinen Ost-Berliner Szene waren das Studentencafé 116 sowie der Esterhazy-Keller.
Trotz unmittelbarer Nähe zur Friedrichstraße konnte die Oranienburger Straße auch nach der Wende ihre durch den Krieg und Vernachlässigung geschlagenen Wunden nicht vollständig heilen. Einige der alten Gebäude und Fassaden wurden jedoch seit Anfang der 1990er Jahre historisch getreu wiederhergestellt. Auch durch die Einrichtung des Centrum Judaicum in der Neuen Synagoge und die Ansiedlung zahlreicher Künstler, unter anderem im Kunsthaus Tacheles, ist neues Leben in die Straße eingezogen. Nach der Wende bis in die zweite Hälfte der 2010er-Jahre galt insbesondere der südliche Teil der Straße zwischen Tucholskystraße und Hackeschem Markt als einer bekanntesten Orte von Straßenprostitution in Berlin.

## Sehenswertes (Auswahl)

### Monbijoupark
In der Nähe des Hackeschen Marktes liegt am Standort des abgetragenen Schlosses Monbijou der Monbijoupark, eine etwa drei Hektar große Grünfläche. In ihr befinden sich einige Gaststätten, Ateliers der Kunsthochschule Berlin, mehrere Freizeitsportanlagen und ein Kinderschwimmbad. Der Park wurde mehrfach umgestaltet.

### Heckmann-Höfe
Nahe der Kreuzung mit der Tucholskystraße befindet sich ein Eingang zu den Heckmann-Höfen. Hier haben sich nach 1990 zahlreiche Ateliers, kleine Gaststätten angesiedelt. Und es gibt einen Durchgang bis zur Auguststraße.

### Neue Synagoge
Etwa auf mittlerer Höhe der Straße (Parzelle Nummer 30) befindet sich die Neue Synagoge. Sie ist eine der größten Synagogen der Stadt und war 1859 bis 1866 von Eduard Knoblauch begonnen und nach dessen Erkrankung von Friedrich August Stüler als Hauptsynagoge der Jüdischen Gemeinde in Berlin vollendet worden. Bekannt ist das Gotteshaus vor allem durch seine teilvergoldete Kuppel.

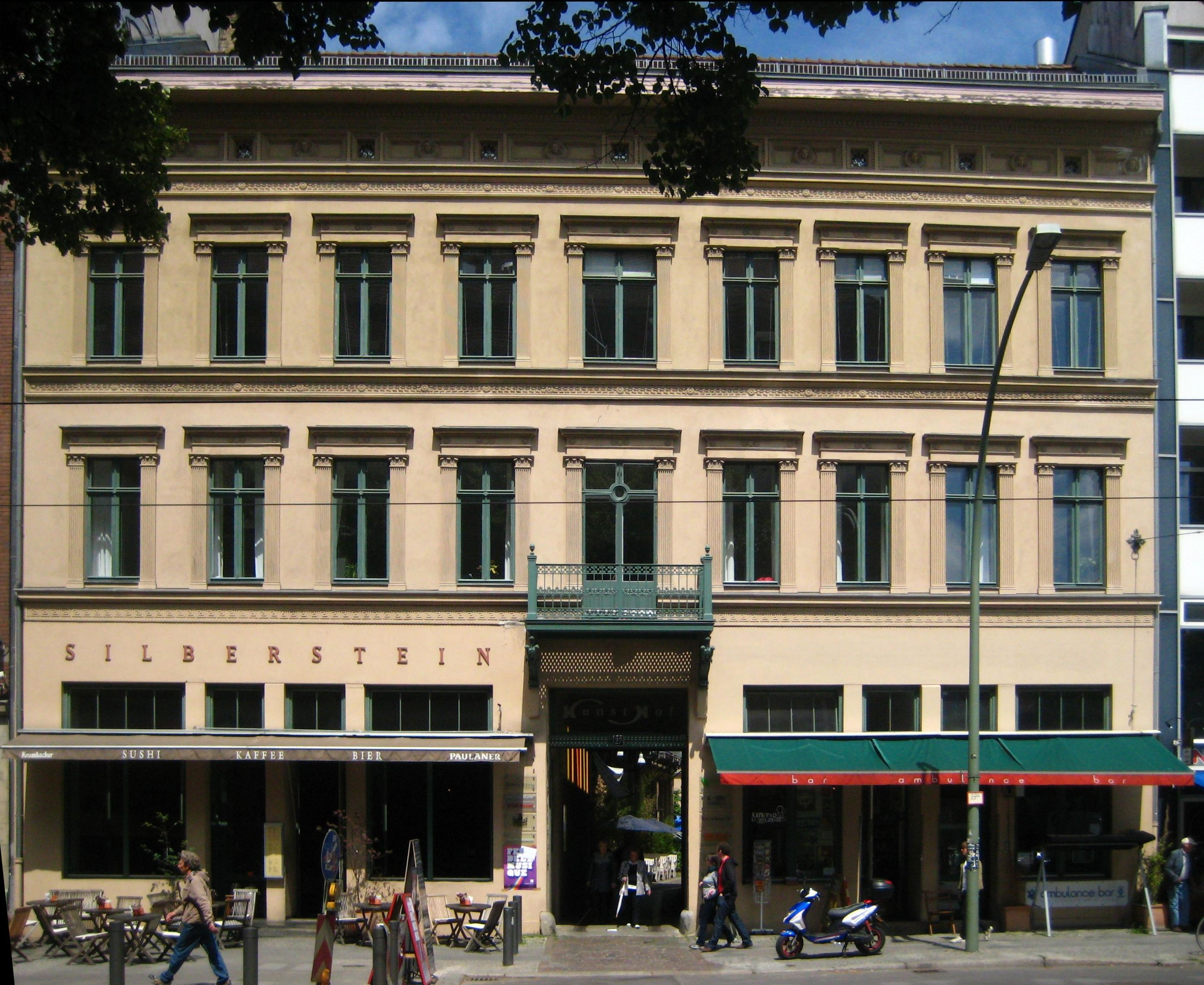
Oranienburger Straße 27

Die Synagoge wurde während der Reichspogromnacht in Brand gesteckt, trug davon aber kaum Schäden davon, da der Brand schnell gelöscht wurde. Im Zweiten Weltkrieg wurde der Sakralbau durch Bomben stark beschädigt. Nach dem Krieg wurden beschädigte Gebäudeteile einschließlich der ursprünglichen Hauptsynagoge abgerissen. Der 1988–1993 rekonstruierte Bau steht seit den 1970er Jahren unter Denkmalschutz und dient als Museum.
Die Wohn- und Gewerbehofanlage an der Oranienburger Straße 27 zeigt eine spätklassizistische Fassade am Vorderhaus (erbaut 1840), während die westlichen Hoffassaden Merkmale des italienischen Villenstils aufweisen.
Von der Oranienburger Straße 32 besteht über die Heckmann-Höfe ein Durchgang zur Auguststraße.

### Ehemaliges Postfuhramt

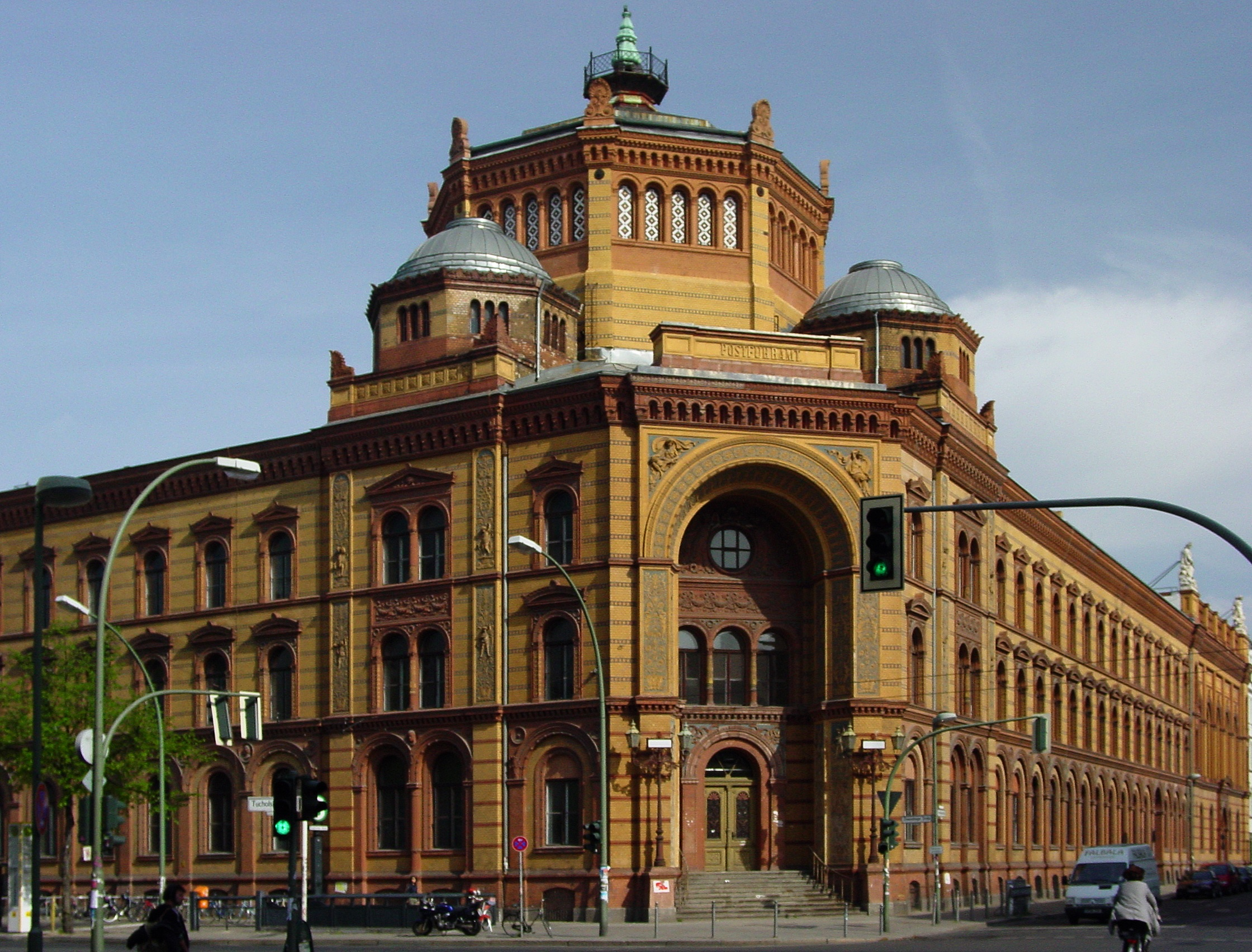
Postfuhramt an der Ecke Tucholskystraße (rechts)

An der Ecke Tucholskystraße (Parzellen 35/36) befindet sich das frühere Kaiserliche Postfuhramt. Das zwischen 1875 und 1881 erbaute Gebäude wird wie die Neue Synagoge von einer Kuppel gekrönt. In diesem Fall handelt es sich um eine achteckige Ziegelkuppel, die von zwei rechtwinklig angeordneten Flügelbauten flankiert wird. An der Fassade des Gebäudes finden sich insgesamt 26 Porträts bekannter Persönlichkeiten, die das Postwesen erweitert haben. Eines der Porträts ist allerdings zerstört und der Dargestellte kann nicht mehr identifiziert werden.
Das Gebäude wurde bis 1973 für seinen ursprünglichen Zweck genutzt, danach bis zur Wende für andere Bereiche der Deutschen Post, etwa den Postzeitungsbetrieb. Nach der Wende beherbergte das Gebäude verschiedene Gastronomiebetriebe sowie die Foto-Ausstellungen von C/O Berlin.
Das gesamte Gebäude steht inzwischen unter Denkmalschutz. Es sollte zwischenzeitlich unter anderem zu einem Hotel umgebaut werden. Nach mehreren Eigentümerwechseln gehört es seit 2012 dem Medizinunternehmen Biotronik, welches das Postfuhramt sanierte und als Firmenrepräsentanz nutzt.

### Wohnhaus Nummer 67

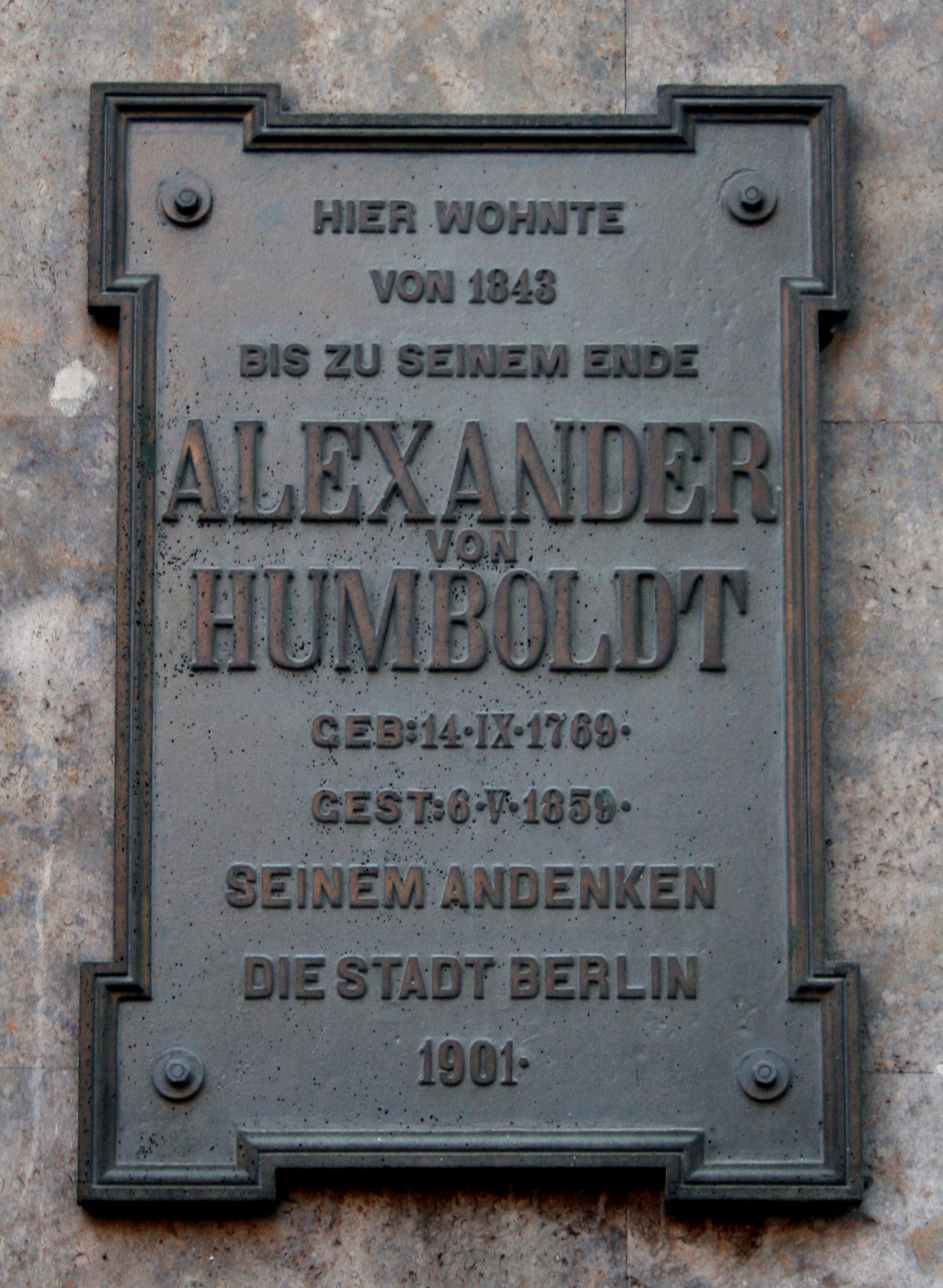
Gedenktafel für A. v. Humboldt
Die auf der Tafel zu sehende Jahreszahl der Anbringung stimmt nicht mit dem Magistratsbeschluss 1902 überein.

An dieser Stelle wohnte Alexander von Humboldt von 1843 bis zu seinem Tod 1859. Das frühere einstöckige Wohnhaus wurde in den 1880er Jahren abgerissen und durch ein größeres Gebäude ersetzt. Der Berliner Magistrat hat im Jahr 1902 an dem Neubau eine entsprechende Gedenktafel anbringen lassen.

### Haupttelegrafenamt
Gegenüber dem Postfuhramt und direkt neben dem Monbijoupark befindet sich der Gebäudekomplex des bis 1992 in Betrieb befindlichen Haupttelegrafenamts von Berlin (HTA); es hat die Postadresse Oranienburger Straße 73/76.
Der graue Putzbau, entstanden 1910 bis 1916, diente in der DDR-Zeit der Deutschen Post als Fernmeldeamt, nach der Wende wurde es Eigentum der Deutschen Telekom, die es bis 1992 weiter betrieb. In den Räumen war eine der größten Rohrpostanlagen Deutschlands installiert, die bereits 1977 stillgelegt wurde. Die komplett erhaltenen Anlagen konnten bis Ende November 2008 im Rahmen einer Führung durch den Verein Berliner Unterwelten besichtigt werden. Die Zukunft des Gebäudekomplexes und der Rohrpostrelikte war zunächst unklar, als der Investor Freiberger das Ensemble erwarb und erklärte, ein Büro- und Geschäftshaus daraus herrichten zu wollen. 2022 wurde das „Hotel Telegraphenamt“ eröffnet; in der Lobby sind Reste der Rohrpostanlage öffentlich zugänglich.

### Kunsthaus Tacheles

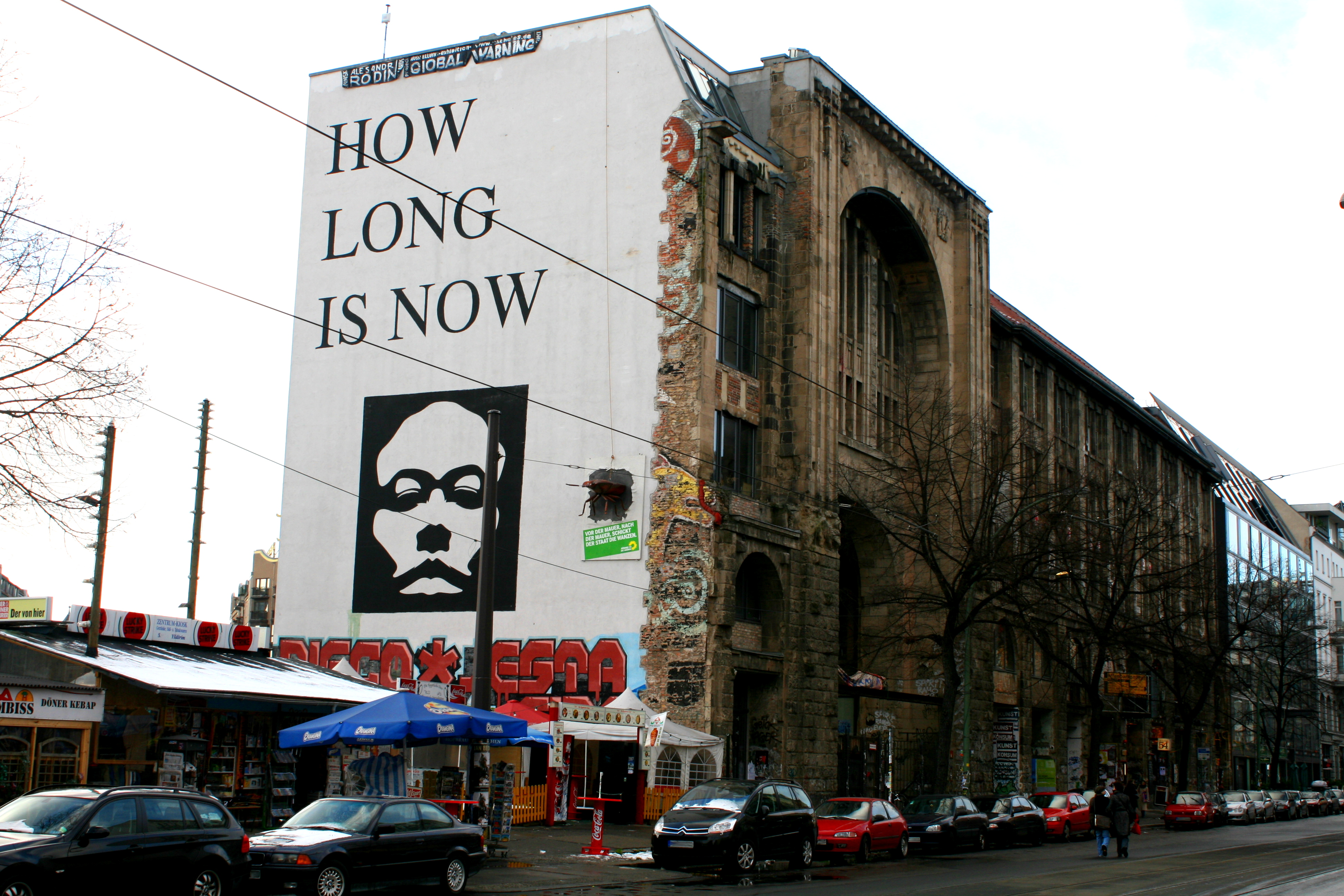
Kunsthaus Tacheles, 2008

Kurz vor der Einmündung in die Friedrichstraße befindet sich die Ruine der 1907–1909 erbauten Friedrichstraßen-Passage. In den 1980er Jahren begann die Ost-Berliner Verwaltung mit dem Abriss der im Zweiten Weltkrieg teilweise zerstörten Passage. Nach der Wende, im Februar 1990 besetzten rund 50 Künstler die Überreste und verhinderten so den Komplettabriss. Die Bezeichnung Kunsthaus Tacheles bürgerte sich ein; es entwickelte sich zu einem alternativen Kulturzentrum. Kunsthandwerker, Diskotheken, Cafés, Ateliers und ein Kino mit zwei Sälen lockten Besucher aus aller Welt an. Das ruinöse Bauwerk steht seit den späten 1990er Jahren unter Denkmalschutz. Nach mehreren Diskussionsrunden, Ausschreibungen und Demonstrationen wurde das Tacheles im September 2012 geräumt. Inzwischen gehört es einem amerikanischen Investor. Die Zukunft ist unklar.

### Legende der „Gespenstermauer“

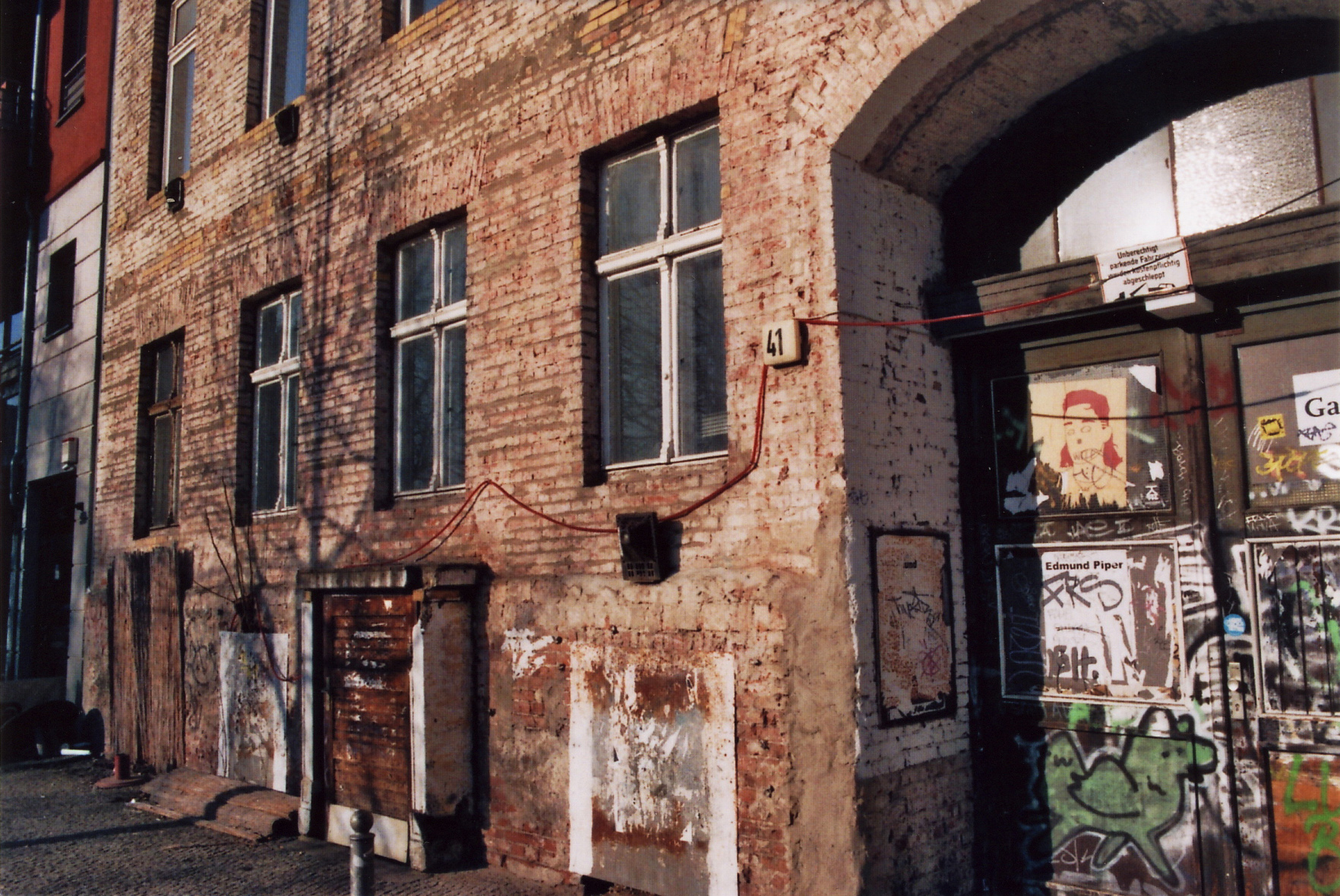
„Gespenstermauer“

Einem Mythos zufolge wird eine alte Hauswand an der Oranienburger Straße 39/40 als „Gespenstermauer“ bezeichnet. Nach einer Geschichte, die seit Anfang der 1980er Jahre vorwiegend in Ost-Berlin erzählt wird, erscheinen zeitweise die Geister zweier Kinder auf der Straße und verschwinden kurz darauf bei der Hausnummer 39/40. Aussehen und Herkunft der Kinder sind umstritten, da sie angeblich immer nur für kurze Zeit erscheinen und nicht klar zu erkennen sind. Kernpunkt der Legende ist jedoch, dass die Kinder einem für ein paar Pfennige (oder später Cent) einen bescheidenen und uneigennützigen Wunsch erfüllen. Eine Reihe von Münzen steckt daher im Mörtel der Mauer westlich der benachbarten Bar.

## Öffentlicher Verkehr

### Straßenbahn
Die Oranienburger Straße wird seit dem 29. Juli 1875 von Straßenbahnen befahren. Die Große Berliner Pferde-Eisenbahn eröffnete an diesem Tag eine Linie zwischen Monbijouplatz, Moabit und Charlottenburg. 1882 wurde sie in Richtung Osten zum Hackeschen Markt verlängert. Zwischen 1945 und 1951 ruhte der Straßenbahnverkehr in der Straße. Gegenwärtig verkehren die Linien M1 und M5 in der Straße und stellen somit einen Anschluss in Richtung Friedrichstraße sowie zum Hauptbahnhof und nach Hohenschönhausen her.

### S-Bahnhof Oranienburger Straße

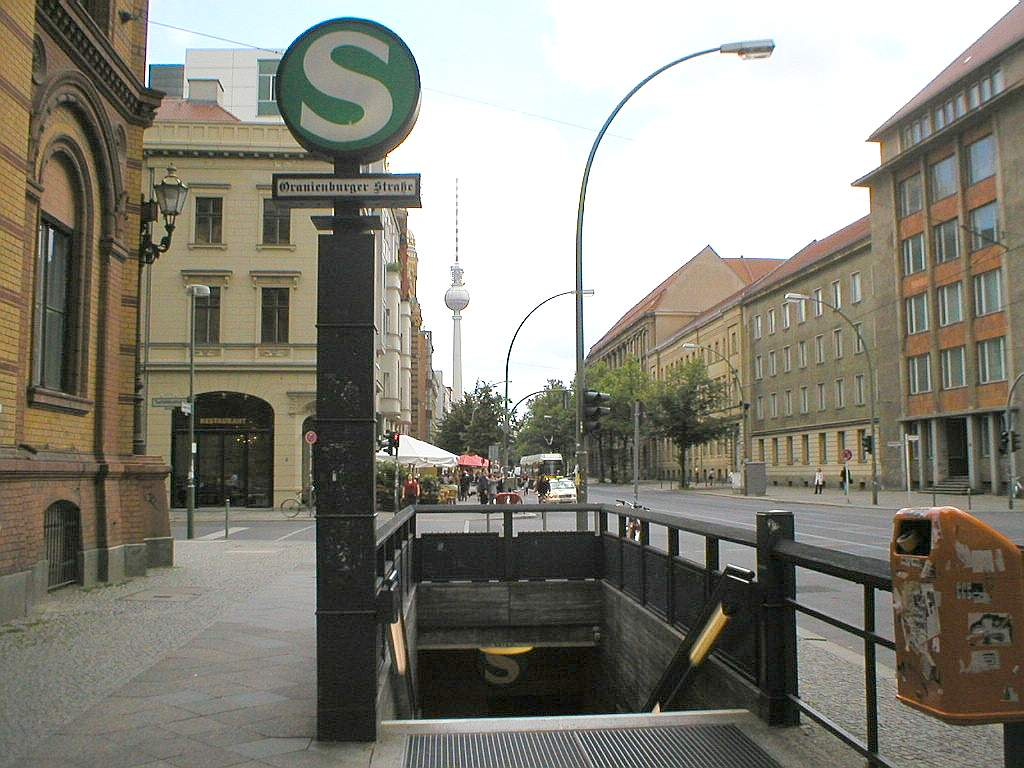
Zugang zum S-Bahnhof

Unterhalb der Kreuzung mit der Tucholskystraße befindet sich der S-Bahnhof Oranienburger Straße. Der Bahnhof wurde am 28. Mai 1936 als Teil des Nord-Süd-Tunnels eröffnet. Der Bahnhof ist zweigleisig mit einem Mittelbahnsteig aufgebaut. Die Wände weisen wie auch die anderen Bahnhöfe der Strecke braungraue Fliesen auf. Der Stationsname wird in gebrochener Groteskschrift dargestellt.
Zwischen dem 13. August 1961 und dem 2. Juli 1990 war der Bahnhof geschlossen. Die Züge der West-Berliner S-Bahn fuhren ohne Halt durch und hielten erst wieder hinter der Sektorengrenze bzw. am Bahnhof Friedrichstraße. Nach der Wende war die Station Oranienburger Straße der erste der damaligen „Geisterbahnhöfe“, der wiedereröffnet wurde.

## Filme
- Die Oranienburger Straße. Dokumentarfilm, Deutschland, 2012, 44 Min., Buch: Lutz Rentner, Regie: Frank Otto Sperlich, Produktion: Noahfilm, RBB, Reihe: Geheimnisvolle Orte, Erstsendung: 28. August 2012 bei RBB, Inhaltsangabe (Memento vom 11. Februar 2013 im Webarchiv archive.today) von RBB.

- Shots Kinospielfilm (Deutschland 2003); die Szenen, die in der Oranienburger Straße spielen, wurden wie bei einem Dokumentarfilm mit unauffälliger Kamera gedreht, so agieren mit dem Protagonisten Passanten, die zu diesem Zeitpunkt zufällig auch dort waren, und sind ein zeitgeschichtliches Alltagsdokument.